# 白河橋
白河橋（しらかわばし）は、福島県白河市の阿武隈川に架かる国道4号の道路橋である。

## 概要
- 全長…148.0 m
  - 主径間…38.9 m
- 幅員…11.5 m×2（車道部8.0 m、歩道部2.5 m）
- 形式…4径間鋼連続鈑桁橋
- 竣工…2010年9月13日（下り線）・2013年11月7日（上り線）
- 施工…東京鐵骨橋梁[1][2][3]

白河市街地北部を流れる一級河川阿武隈川に架かる橋梁である。南詰は五番町川原、北詰は金勝寺に位置している。現在掛かる橋は全長148 mの鋼鈑桁橋であり、片側2車線、上下線計4車線で供用されている。

## 沿革
1961年より白河市街地中心部を貫く旧来の国道4号（現在の国道294号）の市街地北側へのバイパス化が行われ、国道4号の新道として初代白河橋が現在地に開通し、片側1車線で供用が行われた。
- 全長…160.1 m
  - 主径間…31.5 m
- 幅員…9.5 m。後に幅員2 mの歩道橋が添加される。
- 形式…5径間鋼単純活荷重合成鈑桁橋[5]

1973年度にはバイパス区間のうち起点から3,200 mの拡幅が白河拡幅として事業化され順次拡幅されていき、2000年度に当橋梁を含む2,000 mが事業延伸されたなか、2004年2月4日午前4時頃に上り車線中央部路肩付近の床版コンクリートが落下し、長さ0.8 m、幅1.0 mにわたる路面が陥没し、車両2台のホイールやサスペンションが破損する被害が発生した。片側交互通行規制の後、敷鉄板による応急工事が行われ規制解除となったが、老朽化の進行が如実に現れ、周辺の同様の橋梁の緊急点検も行われた。。
2005年に現在の下り線橋梁が事業着手され、2010年9月13日に開通し旧橋梁から切り替えられ片側1車線対面通行で供用された。同年度に上り線橋梁の工事も着手され、2013年11月7日に開通し当橋梁を含む1,300 mが4車線化供用され、全区間5,200 mのうち4,900 mが4車線化された。なお、拡幅事業は2015年度に残りの300 mが開通し全区間が完成した。

## 隣の橋
- 阿武隈川

（上流） - 阿武隈川橋 - 東北新幹線第1阿武隈川橋梁 - 白河橋 - 金勝寺橋 - 小峰大橋 - （下流）